# Trygve Lie
Trygve Halvdan Lie (16. juli 1896 – 30. december 1968) var en norsk politiker. Fra 1946 til 1952 var han de Forenede Nationers første generalsekretær.